# Atsotitzak
Refranes (en euskera: Atsotitzak) es una obra de Gotzon Garate en la que recoge 27.173 refranes (14.458 en euskera, 5.208 en español, 4.045 en inglés y 3.462 en latín). Se trata de la obra más completa de paremiología de la lengua vasca, fruto de la investigación de campo por los caseríos vascos de toda Euskal Herria, comenzada en 1967.
Se publicó en 1998 la primera edición y la segunda en 2004 con la ayuda de la BBK y se puede consultar por internet. 